# 유 어게인
《유 어게인》(영어: You Again)은 미국에서 제작된 2010년 코미디 영화이다. 앤디 피크먼이 연출과 제작을 맡았고, 크리스틴 벨, 제이미 리 커티스, 시고니 위버, 오뎃 애너블, 크리스틴 체노웨스, 빅터 가버, 제임스 워크, 베티 화이트, 카일 본하이머 등이 출연하였다. 이 영화는 화이트의 마지막 실사 영화 출연작이다.

## 출연진
- 크리스틴 벨
- 제이미 리 커티스
- 시고니 위버
- 오뎃 유스트먼
- 크리스틴 체노웨스
- 빅터 가버
- 제임스 워크
- 베티 화이트
- 패트릭 더피
- 카일 본하이머
- 숀 윙
- 빌리 엉거
- 크리스틴 레이킨
- 레지널드 벨존슨
- 클로리스 리치먼
- 드웨인 존슨
- 메건 홀더
- 스테이시 키넌
- 캐서린 바크
- 홀 앤드 오츠
- 애슐리 핑크

## 기타 제작진
- 배역: 게일 골드버그
- 미술: 크레이그 스턴스
- 세트: 잰 패스칼
- 의상: 제너비브 티럴